# 胸郭出口症候群
胸郭出口症候群（きょうかくでぐちしょうこうぐん、英thoracic outlet syndrome）は、腕神経叢と鎖骨下動脈、鎖骨下静脈が胸郭出口付近で頚肋、鎖骨、第一肋骨などや前斜角筋、中斜角筋、小胸筋などに圧迫・牽引されることで起きる症状の総称である。1860年、Willshireにより提唱されたが、似た症状が多くあったため、Peetらにより胸郭出口症候群、Robらにより胸郭出口圧迫症候群（きょうかくでぐちあっぱくしょうこうぐん、英thoracic outlet compression syndrome）として包括することが提唱された。

## 分類
胸郭出口症候群には、以下のように分類される。
- 頚肋症候群
- 肋鎖症候群
- 斜角筋症候群
- 過外転症候群（小胸筋症候群）
- 第一肋骨症候群

型としては以下のようなものに分けられる。
- 神経型…アドソンテスト陽性、ルーステスト陽性、チネル徴候陽性
  - 90%以上で鎖骨上と前胸壁に灼熱痛を感じたり、尺骨神経領域に局所痛と感覚異常が出る。鎖骨の圧痛、腕神経叢引っ張りテスト陽性。手の内在筋衰弱、母指球筋または小指球筋のしびれ、むちうち症の病歴、キーボード・ファイリング（反復的上肢運動）、持ち上げ作業（頭上挙上運動）の病歴がある患者に多い。
- 静脈型
  - 第一肋骨、前斜角筋、鎖骨、肋烏口靱帯による鎖骨下動脈外部圧迫が伴われる。上肢反復運動、鎖骨骨折の病歴があり、局所の静脈造影が必要となる。
- 動脈型…ワイリーアレンテスト陽性
  - 前斜角筋、中斜角筋間の鎖骨下動脈の圧迫が伴われる。鎖骨下動脈瘤を引き起こすことが多く、アテローム塞栓による指の虚血が伴われる。

## 症状
首肩こり、腕から手にかけてのしびれ、腕のだるさなどがあげられる。

## 検査
- 単純X線撮影
- MRI
- 3分間上肢挙上負荷テスト - 両上肢を外転外旋した状態で挙上させ、指の屈伸を3分間ほど繰り返させる。患側にしびれが生じた場合は陽性。
- Wrightテスト - 両上肢を外転外旋させて挙上させ、橈骨動脈の脈を触診する。患側の脈が落ちれば陽性。
- Morleyテスト - 鎖骨上窩の腕神経叢を指で圧迫し、圧痛が生じれば陽性と判断。

## 治療
- 非ステロイド性抗炎症薬（NSAIDs）
- 生活指導、運動制限 - 腕に運動負荷をかけない、重い物を持たないなど。